# Dranouter aan zee
Dranouter aan zee is een muziekfestival dat eind april gehouden wordt in de gemeente De Panne aan de Belgische Kust in de Belgische provincie West-Vlaanderen. Dranouter aan zee is het kleine zusje van Folk Dranouter, een folkfestival dat jaarlijks begin augustus wordt georganiseerd. Dranouter aan zee vindt traditiegetrouw plaats in het laatste (volledige) weekend van april.
Het festival bestaat sinds 2005 en is voortgekomen uit Uitblazen, een reeks evenementen die in die zomer aan de kust plaatsvonden.
Vanaf editie 2012 ging het festival door onder de naam 'Festival aan Zee'.

## Overzicht
| Jaar | Datum           | Line-up |
| ---- | --------------- | --- |
| 2005 | 30 april -1 mei | The Waterboys, Bart Peeters, Ray Davies, Flip Kowlier, Stash en Urban Trad |
| 2006 | 29-30 april     | El Tattoo Del Tigre, Zita Swoon en Gabriel Ríos |
| 2007 | 28-29 april     | De Dolfijntjes XXL, Sam Bettens, Yevgueni, Luka Bloom, Vaya Con Dios en Absynthe Minded                                                                                                 |
| 2008 | 26-27 april     | Gorki, Milow, Flip Kowlier, Marianne Faithfull, Gabriel Ríos |
| 2009 | 25-26 april     | Arsenal, Buena Vista Social Club, Buscemi, Eva De Roovere, Billy Bragg en Selah Sue |
| 2010 | 24-25 april     | Omara Portuondo, Arno, Arid, Buurman, Daan, Duke Special, The Proclaimers, Raymond van het Groenewoud, School is Cool, Jasper Erkens, Sioen                                             |
| 2011 | 30 april -1 mei | Intergalactic Lovers - Kokolo - Nathalie Meskens - Guido Belcanto - Yevgueni - Discobar Galaxie - De Dolfijntjes XXL - The Original Wailers - Absynthe Minded Unplugged - Triggerfinger |